# Павленко Петро Андрійович
Петро Андрійович Павленко (1899—1951) — російський радянський письменник, сценарист і журналіст, військовий кореспондент. Лауреат чотирьох Сталінських премій першого ступеня (1941, 1947, 1948, 1950). Відомий діяч культури сталінської епохи. Депутат ВР СРСР 3 скликання (1950—1951).

## Біографія
Народився 29 червня (11 липня) 1899 року в Санкт-Петербурзі в родині залізничного службовця. Через хворобу матері сім'я була змушена переїхати в Тифліс (Тбілісі), який сам П. Павленко вважав своєю другою батьківщиною. Мати невдовзі померла. Петро з батьком жив у бідному районі міста, у т. зв. Нахалівці, заселеному переважно залізничними робітниками. Закінчив реальне училище (1917). Навчався у політехнікумі в Баку (1917—1920).
Член РКП(б) з 1920 року.
Служив комісаром у Червоній армії, а після демобілізації кілька років провів на партійній роботі в Азербайджанській та Грузинській РСР. У 1924 році був делегатом ХІІІ з'їзду РКП(б) від Закавказзя. У цей же час почав друкуватися — спочатку в червоноармійській газеті «Червоний воїн», потім у газеті «Зоря Сходу». Писав нариси й статті з партійних питань.
З 1924 по 1927 рік працював у Туреччині в радянському торговому представництві. На матеріалі турецьких вражень написані перші розповіді і книга нарисів «Стамбул і Туреччина». Після повернення в Москву у 1928 році примкнув до групи «Перевал», з якої вийшов у грудні 1930 року. У 1930 році вийшла повість «Пустеля», написана за матеріалами поїздки до Туркменської РСР.
У 1932 році вийшов перший роман Павленка «Барикади», присвячений подіям Паризької Комуни.
У 1932 році Павленко знайомиться з Максимом Горьким. У 1932 році після поїздки на Далекий Схід виходить роман «На Сході», який був добре прийнятий читачами.
У цей же час Павленко починає пробувати свої сили в кінодраматургії: пише сценарій за романом «На Сході», потім сценарії для фільмів «Олександр Невський», «Яків Свердлов», «Клятва», «Падіння Берліна».
У 1932—1938 роках редагував журнал «30 днів», потім горьковський альманах «Рік XVII», багато працював як журналіст.
У 1934 році на I Всесоюзному з'їзді радянських письменників був обраний членом Правління Спілки радянських письменників, а з 1938 по 1941 рік був членом Президії Спілки радянських письменників.
Під час німецько-радянської війни — спеціальний кореспондент газет «Правда» і «Красная звезда». Під час війни написав «Русскую повесть», книгу оповідань «Шляхи відваги», текст до документального фільму «Розгром німецьких військ під Москвою», сценарій фільму «Клятва».
З 1945 року і до кінця життя за станом здоров'я жив у Криму, де створив Кримську письменницьку організацію і керував нею. Організував видання альманаху «Крим», був його редактором. Був членом редколегії журналу «Знамя». Написав роман «Щастя», оповідання, сценарій кінофільму «Падіння Берліна», повість «Степове сонце».
Помер 16 червня 1951 року. Похований у Москві на Новодівочому цвинтарі (ділянка № 1). 
На смерть П. Павленка М. Рильський написав вірш «Пам'яті Петра Павленка», який зачитав на жалобному мітингу в Центральному домі літераторів у Москві 18 червня 1951 р.

## Творчість

### Проза
У двотомному романі про можливий сценарій майбутньої війни «На Сході» (1936—1937) Радянський Союз перемагає Японію. Причому наступ японців зупиняє виступ Сталіна на Партійному з'їзді у Большому театрі.

### Сценарії
Автор сценаріїв до фільмів:
- «Олександр Невський» (1938), спільно з Сергієм Ейзенштейном
- «Яків Свердлов» (1940)
- «Славний малий» (1942)
- «Клятва» (1946)
- «Падіння Берліна» (1947), спільно з Михайлом Чіаурелі
- «У степу» (1950), спільно з Олександром Галичем
- «Композитор Глінка» (1952).

## Нагороди та премії
- Сталінська премія першого ступеня (1941) — за сценарій фільму «Олександр Невський»(1938)
- Сталінська премія першого ступеня (1947) — за сценарій фільму «Клятва» (1946)
- Сталінська премія першого ступеня (1948) — за роман «Щастя» (1947)
- Сталінська премія першого ступеня (1950) — за сценарій фільму «Падіння Берліна» (1949)
- орден Леніна (31.01.1939)
- орден Червоного Прапора (16.03.1943)
- орден Червоної Зірки (1940) — за участь в радянсько-фінській війні
- медалі

## Вибрана бібліографія
- П. Павленко, Б. Пильняк. Лорд Байрон. М., Огонёк, 1928
- Азиатские рассказы, М., «Федерация», 1929, 2-е изд. 1931
- Стамбул и Турция, М., «Федерация», 1930, 2-е изд. 1932
- Очерковые рассказы. М., 1931
- Пустыня, Л., «Изд. писателей», 1931, 1932
- Путешествие в Туркменистан, Л., «Федерация», 1932, 2-е изд. М., «Тов-во писателей»,1933
- Анатолия, М., «Федерация», 1932
- Баррикады, М.. «Федерация»,1932
- 13-я повесть о Лермонтове, М., «Федерация», 1932
- Баррикады. Л., Издательство писателей, 1933
- Баррикады. М., Советская литература, 1933
- Муха. М., Молодая гвардия, 1933
- Баррикады. Роман. М., 1934
- Как я писал «Баррикады». М., 1934
- Баррикады. М., 1935
- Пустыня. М., 1935
- На Востоке, М., 1936 (Роман-газета)
- На Востоке, М., 1937
- На Востоке, М.-Л., Детиздат, 1937
- На Востоке, М., Советский писатель, 1937
- На Востоке, М., Гослитиздат, 1937
- На Востоке, Иваново., 1937
- На Востоке, Новосибирск., 1937
- На Востоке, Хабаровск., 1937
- Александр Невский. Киносценарий. М., 1938
- На Востоке. Пятигорск, 1938
- На Востоке. Омск, 1938
- На Востоке. Курск, 1938
- На Востоке. Орёл, 1939
- Разгром Колчака, М., 1939 (в соавторстве с Т. Тэсс)
- Путь отваги, М., Правда, 1942
- На высоком мысу. М., 1942
- Русская повесть. М., 1942
- Русская повесть. Краснодар., 1942
- Русская повесть. Красноярск., 1942
- Русская повесть. Хабаровск, 1942
- Русская повесть. Магадан, 1943
- Путь отваги. М., 1943
- Клятва. Киносценарий. М., 1946
- Люди одной семьи. М., 1946
- Счастье, 1947
- Сила слова. М., 1947
- В селе Рыбачьем. Симферополь, 1948
- Степное солнце, 1949
- Крымские рассказы, Симферополь, 1949
- Американские впечатления, М., 1949
- Избранное, 1949
- Степное солнце. Симферополь, 1949
- Падение Берлина. Киносценарий. М., 1950 (в соавторстве с М. Чиаурели)
- Степное солнце. Свердловск, 1950
- Военные рассказы. М., 1951
- Итальянские впечатления, 1951
- Молодая Германия, М.-Л., 1951
- Киносценарии. М., 1952
- Голос в пути. М., 1952
- Рассказы и очерки. М., 1952
- Композитор Глинка. Киносценарий. М., 1953
- Рассказы, М,, 1953
- Рассказы, 1954
- Записные книжки. Симферополь, 1955
- Писатель и жизнь. М., 1955
- Дорогой славы. М., 1956
- Кавказская повесть. М., 1958
- Кавказская повесть. Махачкала, 1966
- Письмо домой. Тула, 1973
- Шамиль, историч. эпопея (не закончена)

### Видання
- Собрание сочинений. В 6-ти тт., М., Гослитиздат, 1953—1955, 75 000 экз.

## Пам'ять
Літературно-меморіальний музей Треньова-Павленко в Ялті. Відкрився наприкінці 1950-х років і є філією Ялтинського історико-літературного музею.